# Sterculia mhosya
Sterculia mhosya är en malvaväxtart som beskrevs av Adolf Engler. Sterculia mhosya ingår i släktet Sterculia och familjen malvaväxter. Inga underarter finns listade i Catalogue of Life.